# Collegio di Canterbury
Canterbury è un collegio elettorale inglese situato nel Kent rappresentato alla Camera dei comuni del parlamento del Regno Unito. Elegge un membro del parlamento con il sistema maggioritario a turno unico; l'attuale parlamentare è Rosie Duffield, eletta con il Partito Laburista nel 2017. Nel 2024 Duffield ha lasciato il partito, e siede pertanto come Indipendente. 

## Storia
Status costituzionale del collegio
Il collegio di Canterbury fu costituito da un'espansione del borough parlamentare (o semplicemente borough) omonimo che era esistito dal 1295 al 1918; questo collegio aveva eletto due deputati dal 1295 (il Model Parliament) fino al 1885, e un deputato fino al 1918.
Storia politica
Dal 1835 (quando fu eletto un conservatore su petizione) fino al 2017, l'elettorato locale elesse candidati del Partito Conservatore (con l'eccezione dell'unionista indipendente Francis Bennett-Goldney, deputato dal 1910 al 1918). Il collegio fu riconosciuto dal Guinness Book of World Records con il più lungo periodo ininterrotto in cui un partito detenne il seggio parlamentare. L'elezione della laburista Rosie Duffield, che conquistò il seggio per soli 187 voti alle elezioni generali del 2017, segnò la fine di un periodo di 185 anni in cui Canterbury aveva sempre eletto deputati conservatori o loro alleati.

## Estensione

Il collegio di Canterbury dal 2010 al 2024

- 1918–1950: il County Borough di Canterbury, i distretti urbani di Herne Bay e Whitstable, i distretti rurali di Bridge e Elham e il distretto rurale di Blean con le parti distaccate delle parrocchie civili di Dunkirk e Hernhill che erano interamente circondate dal distretto.
- 1950–1983: il County Borough di Canterbury, i distretti urbani di Herne Bay e Whitstable e il distretto rurale di Bridge Blean.
- 1983–1997: i ward della Città di Canterbury di Barham Downs, Barton, Blean Forest, Chartham, Chestfield, Gorrell, Harbledown, Harbour, Little Stour, Marshside, Northgate, North Nailbourne, St Stephen's, Seasalter, Stone Street, Sturry North, Sturry South, Swalecliffe, Tankerton, Westgate e Wincheap e i ward del Borough di Swale di Boughton e Courtenay.
- 1997–2010: i ward della Città di Canterbury di Barham Downs, Barton, Blean Forest, Chartham, Chestfield, Gorrell, Harbledown, Harbour, Little Stour, Marshside, Northgate, North Nailbourne, St Stephen's, Seasalter, Stone Street, Sturry North, Sturry South, Swalecliffe, Tankerton, Westgate e Wincheap.
- 2010–2024: i ward della Città di Canterbury di Barham Downs, Barton, Blean Forest, Chartham and Stone Street, Chestfield and Swalecliffe, Gorrell, Harbledown, Harbour, Little Stour, North Nailbourne, Northgate, St Stephen's, Seasalter, Sturry North, Sturry South, Tankerton, Westgate e  Wincheap.
- dal 2024: i ward della Città di Canterbury di Barton, Blean Forest, Chartham and Stone Street, Chestfield, Gorrell, Little Stour and Adisham, Nailbourne, Northgate, St. Stephens, Seasalter, Swalecliffe, Tankerton, Westgate e Wincheap.

Il collegio di Canterbury contiene la maggior parte del distretto della città di Canterbury, comprendente la città e i villaggi circostanti, insieme alla città costiera di Whitstable, ma non Herne Bay che si trova nel collegio di North Thanet (anche se era nel collegio di Canterbury prima delle modifiche del 1983). La maggior parte dei ward sono conservatori, ma i laburisti di solito vincono a Gorrell, Northgate e Westgate.

## Membri del parlamento

### Deputati dal 1295 al 1660
| Parlamento | Primo deputato                                               | Secondo deputato                              |
| ---------- | ------------------------------------------------------------ | --------------------------------------------- |
| 1386       | Thomas Holt                                                  | John Symme                                    |
| 1388 (Feb) | John Mendham                                                 | William Ellis                                 |
| 1388 (Set) | John Creking                                                 | John Wimpole                                  |
| 1390 (Gen) | Thomas Lincoln                                               | Thomas Ickham                                 |
| 1390 (Nov) |                                                              |                                               |
| 1391       | Edmund Horne                                                 | John Proude                                   |
| 1393       | John Sexton                                                  | Richard Gervays                               |
| 1394       | John Proude                                                  | Robert Farthing                               |
| 1395       | William Ellis                                                | Thomas Ickham                                 |
| 1397 (Gen) | Richard Gervays                                              | John Sexton                                   |
| 1397 (Set) | Edmund Horne                                                 | Robert Farthing                               |
| 1399       | John Sheldwich I                                             | Thomas Lane                                   |
| 1401       | Thomas Ickham                                                | John Pirie                                    |
| 1402       | John Sheldwich I                                             | Robert Cooper                                 |
| 1404 (Gen) | Thomas Chicche                                               | John Sexton                                   |
| 1404 (Ott) | John Umfray                                                  | John Haute                                    |
| 1406       | Edmund Horne                                                 | Richard Water                                 |
| 1407       | John Sexton                                                  | Richard Water                                 |
| 1410       | Thomas Lane                                                  | Henry Lynde                                   |
| 1411       | William Ickham                                               | William Rose                                  |
| 1413 (Feb) | William Lane                                                 | John Sheldwich II                             |
| 1413 (Mag) | Thomas Lane                                                  | William Emery                                 |
| 1414 (Apr) | Richard Water                                                | John Sheldwich II                             |
| 1414 (Nov) | Thomas Lane                                                  | John Sheldwich II                             |
| 1415       | John Sheldwich II                                            |                                               |
| 1416 (Mar) | Henry Lynde                                                  | John Sheldwich II                             |
| 1416 (Ott) | William Ickham                                               | William Benet                                 |
| 1417       | John Sheldwich II                                            | Henry Lynde                                   |
| 1419       | John Monyn                                                   | John Sheldwich II                             |
| 1420       | William Benet                                                | William Ickham                                |
| 1421 (Mag) | John Sheldwich II                                            | William Lane                                  |
| 1421 (Dic) | Thomas Langdon                                               | Thomas Norman                                 |
| 1425       | William Benet                                                |                                               |
| 1483       | Sir George Browne                                            |                                               |
| 1489       | John Crysp                                                   |                                               |
| 1504       | Thomas Atwode                                                |                                               |
| 1510       | William Crump                                                | Thomas Atwode                                 |
| 1512       | Thomas Wainfleet                                             | John Hales I                                  |
| 1515       | Thomas Atwode                                                | John Hales I                                  |
| 1523       | Christopher Hales                                            | John Bridges                                  |
| 1529       | Thomas Atwode, morto e sost. nel Feb 1535 da Robert Darknall | John Bridges                                  |
| 1536       | Robert Darknall                                              | John Bridges                                  |
| 1539       | John Starkey                                                 | Robert Lewis                                  |
| 1542       | Robert Darknall                                              | Walter Hendley                                |
| 1545       | Robert Lewis                                                 | ?                                             |
| 1547       | Robert Darknall                                              | Thomas Hales                                  |
| 1553 (Mar) | Robert Darknall                                              | George Webbe                                  |
| 1553 (Ott) | John Twyne                                                   | William Coppyn                                |
| 1554 (Nov) | Nicholas Fish                                                | Richard Railton                               |
| 1558       | Sir Henry Crispe                                             | William Roper                                 |
| 1558/9     | Sir Thomas Finch                                             | George Maye                                   |
| 1562/3     | William Lovelace                                             | Robert Alcock                                 |
| 1572       | Anthony Webbe, morto e sost. nel 1582 da Sir George Carey    | William Lovelace, morto e sost. nel 1578 da ? |
| 1584       | Simon Brome                                                  | John Rose                                     |
| 1593       | Richard Lee                                                  | Sir Henry Finch                               |
| 1597       | John Boys                                                    | Sir Henry Finch                               |
| 1614       | George Newman                                                | Sir William Lovelace                          |
| 1621–1622  | John Finch                                                   | Sir Robert Newington                          |
| 1624       | Thomas Scot                                                  | Thomas Denn                                   |
| 1625       | John Fisher                                                  | Sir Thomas Wilsford                           |
| 1626       | Sir John Finch                                               | James Palmer                                  |
| 1629–1640  | Nessun Parlamento                                            | Nessun Parlamento                             |
| 1640 (Apr) | Edward Masters                                               | John Nutt                                     |
| 1645       | Edward Master                                                | John Nutt                                     |
| 1653       | Canterbury non rappresentata                                 | Canterbury non rappresentata                  |
| 1654       | Thomas Scot                                                  | Francis Butcher                               |
| 1656       | Thomas St Nicholas                                           | Vincent Denne                                 |
| 1659       | Thomas St Nicholas                                           | Robert Gibbon                                 |
| 1659       | Edward Master                                                | John Nutt                                     |

### Deputati dal 1660 al 1880
| Elezione                                  |                              | Primo deputato             | Partito                |                            | Secondo deputato           | Partito                |
| ----------------------------------------- | ---------------------------- | -------------------------- | ---------------------- | -------------------------- | -------------------------- | ---------------------- |
| 1660                                      |                              | Sir Anthony Aucher         |                        |                            | Heneage Finch              |                        |
| 1661                                      |                              | Francis Lovelace           |                        |                            | Sir Edward Master          |                        |
| 1664                                      |                              | Thomas Hardres             |                        |                            | Sir Edward Master          |                        |
| Feb 1679                                  |                              | Edward Hales               |                        |                            | William Jacob              |                        |
| Ago 1679                                  |                              | Edward Hales               | Sir Thomas Hardres     |                            |                            |                        |
| 1681                                      |                              | Lewis Watson               |                        |                            | Vincent Denne              |                        |
| 1685                                      |                              | Sir William Honywood, Bt   |                        |                            | Henry Lee                  |                        |
| 1695                                      |                              | Sir William Honywood, Bt   | George Sayer           |                            |                            |                        |
| 1698                                      |                              | Henry Lee                  | George Sayer           |                            |                            |                        |
| 1705                                      |                              | Henry Lee                  | John Hardres           |                            |                            |                        |
| 1708                                      |                              | Edward Watson              |                        |                            | Thomas D'Aeth              |                        |
| 1710                                      |                              | John Hardres               |                        |                            | Henry Lee                  |                        |
| 1715                                      |                              | John Hardres               | Sir Thomas Hales, Bt   |                            |                            |                        |
| 1722                                      |                              | Samuel Milles              | Sir Thomas Hales, Bt   |                            |                            |                        |
| 1727                                      |                              | Sir William Hardres, Bt    | Sir Thomas Hales, Bt   |                            |                            |                        |
| 1734                                      |                              | Sir William Hardres, Bt    | Thomas May             |                            |                            |                        |
| 1735                                      |                              | Sir Thomas Hales, Bt       | Thomas May             |                            |                            |                        |
| 1741                                      |                              | Thomas Watson              |                        |                            | Thomas Best                |                        |
| 1746                                      |                              | Sir Thomas Hales, Bt       |                        |                            | Thomas Best                |                        |
| 1747                                      |                              | Matthew Robinson-Morris    |                        |                            | Thomas Best                |                        |
| 1754                                      |                              | Matthew Robinson-Morris    | Sir James Creed        |                            |                            |                        |
| 1761                                      |                              | Richard Milles             |                        |                            | Thomas Best                |                        |
| 1768                                      |                              | Richard Milles             | William Lynch          |                            |                            |                        |
| 1774                                      |                              | Richard Milles             | Sir William Mayne      |                            |                            |                        |
| 1780                                      |                              | George Gipps               |                        |                            | Charles Robinson           |                        |
| 1790                                      |                              | George Gipps               | Sir John Honywood, Bt  |                            |                            |                        |
| 1796                                      |                              | John Baker                 | Whigs                  |                            | Samuel Elias Sawbridge     | Whigs                  |
| Elezione dichiarata nulla il 2 marzo 1797 |                              |                            |                        |                            |                            |                        |
| Mar 1797                                  |                              | John Baker                 | Whigs                  |                            | Samuel Elias Sawbridge     | Whigs                  |
| Mag 1797                                  |                              | Sir John Honywood, Bt      | Tory                   |                            | George Gipps               | Tory                   |
| 1800                                      |                              | Sir John Honywood, Bt      | Tory                   | George Watson              |                            |                        |
| 1802                                      |                              | John Baker                 | Whigs                  | George Watson              |                            |                        |
| 1806                                      |                              | John Baker                 | Whigs                  | James Simmons              |                            |                        |
| Feb 1807                                  |                              | John Baker                 | Whigs                  | Samuel Elias Sawbridge     | Whigs                      |                        |
| Mag 1807                                  | Edward Taylor                | John Baker                 | Whigs                  |                            | Whigs                      |                        |
| 1812                                      |                              | John Baker                 | Whigs                  | Stephen Rumbold Lushington | Tory                       |                        |
| 1818                                      | Lord Clifton                 |                            | Whigs                  | Stephen Rumbold Lushington | Tory                       |                        |
| 1830                                      | Richard Watson               |                            | Whigs                  | Viscount Fordwich          | Whigs                      |                        |
| Gen 1835                                  |                              | Lord Albert Conyngham      | Liberale               |                            | Frederick Villiers         | Liberale               |
| Mar 1835                                  |                              | Lord Albert Conyngham      | Liberale               | Stephen Rumbold Lushington | Conservatore               |                        |
| 1837                                      | James Bradshaw               | Lord Albert Conyngham      | Liberale               |                            | Conservatore               |                        |
| 1841                                      | James Bradshaw               |                            | George Smythe          | Conservatore               | Conservatore               |                        |
| 1847                                      |                              | Lord Albert Conyngham      | George Smythe          | Conservatore               | Liberale                   |                        |
| 1850                                      | Frederick Romilly            |                            | George Smythe          | Conservatore               | Liberale                   |                        |
| 1852                                      | Henry Plumptre Gipps         |                            | Henry Butler-Johnstone | Conservatore               | Conservatore               |                        |
| 1853                                      | Rappresentanza sospesa       | Rappresentanza sospesa     | Rappresentanza sospesa | Rappresentanza sospesa     | Rappresentanza sospesa     | Rappresentanza sospesa |
| 1854                                      |                              | Charles Manners Lushington | Conservatore           |                            | Sir William Somerville, Bt | Liberale               |
| 1857                                      | Henry Butler-Johnstone       |                            | Conservatore           |                            | Sir William Somerville, Bt | Liberale               |
| 1862                                      | Henry Munro Butler-Johnstone |                            | Conservatore           |                            | Sir William Somerville, Bt | Liberale               |
| 1865                                      | Henry Munro Butler-Johnstone |                            | Conservatore           | John Walter Huddleston     | Conservatore               |                        |
| 1868                                      | Henry Munro Butler-Johnstone |                            | Conservatore           | Theodore Henry Brinckman   | Liberale                   |                        |
| 1874                                      | Henry Munro Butler-Johnstone |                            | Conservatore           | Lewis Ashurst Majendie     | Conservatore               |                        |
| 1878                                      | Hon. Alfred Gathorne-Hardy   |                            | Conservatore           | Lewis Ashurst Majendie     | Conservatore               |                        |
| 1879                                      | Hon. Alfred Gathorne-Hardy   | Robert Peter Laurie        | Conservatore           |                            | Conservatore               |                        |
| 1880                                      | Rappresentanza sospesa       | Rappresentanza sospesa     | Rappresentanza sospesa | Rappresentanza sospesa     | Rappresentanza sospesa     | Rappresentanza sospesa |

### Deputati dal 1885
| Elezione | Elezione        | Deputato                | Partito                |
| -------- | --------------- | ----------------------- | ---------------------- |
|          | 1885            | John Heaton             | Conservatore           |
|          | Dic 1910        | Francis Bennett-Goldney | Unionista Indipendente |
|          | 1918            | George Anderson         | Conservatore           |
| 1918     | Ronald McNeill  |                         | Conservatore           |
| 1927     | William Wayland |                         | Conservatore           |
| 1945     | John White      |                         | Conservatore           |
| 1953     | Leslie Thomas   |                         | Conservatore           |
| 1966     | David Crouch    |                         | Conservatore           |
| 1987     | Julian Brazier  |                         | Conservatore           |
|          | 2017            | Rosie Duffield          | Laburista              |
|          | 2024            | Rosie Duffield          | Indipendente           |

## Elezioni

### Elezioni negli anni 2020
| Partito                    | Partito                                | Candidato                  | Risultati 4 luglio 2024 | Risultati 4 luglio 2024 |
| Partito                    | Partito                                | Candidato                  | Voti                    | %                       |
| -------------------------- | -------------------------------------- | -------------------------- | ----------------------- | ----------------------- |
|                            | Laburista                              | Rosie Duffield             | 19 531                  | 41,35                   |
|                            | Conservatore                           | Louise Harvey-Quirke       | 10 878                  | 23,03                   |
|                            | Reform UK                              | Bridget Porter             | 6 805                   | 14,41                   |
|                            | Verde                                  | Henry Stanton              | 5 920                   | 12,53                   |
|                            | Lib Dem                                | Russ Timpson               | 3 812                   | 8,07                    |
|                            | Social Democratico                     | Luke Buchanan-Hodgman      | 285                     | 0,60                    |
|                            |                                        |                            |                         |                         |
| Iscritti                   | Iscritti                               | Iscritti                   | 71 171                  | 100,00                  |
| ↳ Votanti (% su iscritti)  | ↳ Votanti (% su iscritti)              | ↳ Votanti (% su iscritti)  | 47 231                  | 66,36                   |
| ↳ Astenuti (% su iscritti) | ↳ Astenuti (% su iscritti)             | ↳ Astenuti (% su iscritti) | 23 940                  | 33,64                   |
|                            |                                        |                            |                         |                         |
|                            | Esito: collegio confermato a Laburista |                            |                         |                         |

### Elezioni negli anni 2010
| Partito                    | Partito                                | Candidato                  | Risultati 12 dicembre 2019 | Risultati 12 dicembre 2019 |
| Partito                    | Partito                                | Candidato                  | Voti                       | %                          |
| -------------------------- | -------------------------------------- | -------------------------- | -------------------------- | -------------------------- |
|                            | Laburista                              | Rosie Duffield             | 29 018                     | 48,27                      |
|                            | Conservatore                           | Anna Firth                 | 27 182                     | 45,22                      |
|                            | Lib Dem                                | Claire Malcomson           | 3 408                      | 5,67                       |
|                            | Indipendente                           | Michael Gould              | 505                        | 0,84                       |
|                            |                                        |                            |                            |                            |
| Iscritti                   | Iscritti                               | Iscritti                   | 80 203                     | 100,00                     |
| ↳ Votanti (% su iscritti)  | ↳ Votanti (% su iscritti)              | ↳ Votanti (% su iscritti)  | 60 113                     | 74,95                      |
| ↳ Astenuti (% su iscritti) | ↳ Astenuti (% su iscritti)             | ↳ Astenuti (% su iscritti) | 20 090                     | 25,05                      |
|                            |                                        |                            |                            |                            |
|                            | Esito: collegio confermato a Laburista |                            |                            |                            |

| Partito                    | Partito                                           | Candidato                  | Risultati 8 giugno 2017 | Risultati 8 giugno 2017 |
| Partito                    | Partito                                           | Candidato                  | Voti                    | %                       |
| -------------------------- | ------------------------------------------------- | -------------------------- | ----------------------- | ----------------------- |
|                            | Laburista                                         | Rosie Duffield             | 25 572                  | 45,02                   |
|                            | Conservatore                                      | Julian Brazier             | 25 385                  | 44,69                   |
|                            | Lib Dem                                           | James Flanagan             | 4 561                   | 8,03                    |
|                            | Verdi                                             | Henry Stanton              | 1 282                   | 2,26                    |
|                            |                                                   |                            |                         |                         |
| Iscritti                   | Iscritti                                          | Iscritti                   | 78 129                  | 100,00                  |
| ↳ Votanti (% su iscritti)  | ↳ Votanti (% su iscritti)                         | ↳ Votanti (% su iscritti)  | 56 800                  | 72,70                   |
| ↳ Astenuti (% su iscritti) | ↳ Astenuti (% su iscritti)                        | ↳ Astenuti (% su iscritti) | 21 329                  | 27,30                   |
|                            |                                                   |                            |                         |                         |
|                            | Esito: collegio passa da Conservatore a Laburista |                            |                         |                         |

| Partito                    | Partito                                   | Candidato                  | Risultati 7 maggio 2015 | Risultati 7 maggio 2015 |
| Partito                    | Partito                                   | Candidato                  | Voti                    | %                       |
| -------------------------- | ----------------------------------------- | -------------------------- | ----------------------- | ----------------------- |
|                            | Conservatore                              | Julian Brazier             | 22 918                  | 42,87                   |
|                            | Laburista                                 | Hugh Lanning               | 13 120                  | 24,54                   |
|                            | UKIP                                      | Jim Gascoyne               | 7 289                   | 13,63                   |
|                            | Lib Dem                                   | James Flanagan             | 6 227                   | 11,65                   |
|                            | Verdi                                     | Stuart Jeffery             | 3 746                   | 7,01                    |
|                            | Socialista (GB)                           | Robert Cox                 | 165                     | 0,31                    |
|                            |                                           |                            |                         |                         |
| Iscritti                   | Iscritti                                  | Iscritti                   | 83 539                  | 100,00                  |
| ↳ Votanti (% su iscritti)  | ↳ Votanti (% su iscritti)                 | ↳ Votanti (% su iscritti)  | 53 465                  | 64,00                   |
| ↳ Astenuti (% su iscritti) | ↳ Astenuti (% su iscritti)                | ↳ Astenuti (% su iscritti) | 30 074                  | 36,00                   |
|                            |                                           |                            |                         |                         |
|                            | Esito: collegio confermato a Conservatore |                            |                         |                         |

| Partito                    | Partito                                   | Candidato                  | Risultati 6 maggio 2010 | Risultati 6 maggio 2010 |
| Partito                    | Partito                                   | Candidato                  | Voti                    | %                       |
| -------------------------- | ----------------------------------------- | -------------------------- | ----------------------- | ----------------------- |
|                            | Conservatore                              | Julian Brazier             | 22 050                  | 44,81                   |
|                            | Lib Dem                                   | Guy Voizey                 | 16 002                  | 32,52                   |
|                            | Laburista                                 | Jean Samuel                | 7 940                   | 16,14                   |
|                            | UKIP                                      | Howard Farmer              | 1 907                   | 3,88                    |
|                            | Verdi                                     | Geoff Meaden               | 1 137                   | 2,31                    |
|                            | Money Reform                              | Anne Belsey                | 173                     | 0,35                    |
|                            |                                           |                            |                         |                         |
| Iscritti                   | Iscritti                                  | Iscritti                   | 76 769                  | 100,00                  |
| ↳ Votanti (% su iscritti)  | ↳ Votanti (% su iscritti)                 | ↳ Votanti (% su iscritti)  | 49 209                  | 64,10                   |
| ↳ Astenuti (% su iscritti) | ↳ Astenuti (% su iscritti)                | ↳ Astenuti (% su iscritti) | 27 560                  | 35,90                   |
|                            |                                           |                            |                         |                         |
|                            | Esito: collegio confermato a Conservatore |                            |                         |                         |

### Elezioni negli anni 2000
| Partito                    | Partito                                   | Candidato                  | Risultati 5 maggio 2005 | Risultati 5 maggio 2005 |
| Partito                    | Partito                                   | Candidato                  | Voti                    | %                       |
| -------------------------- | ----------------------------------------- | -------------------------- | ----------------------- | ----------------------- |
|                            | Conservatore                              | Julian Brazier             | 21 113                  | 44,37                   |
|                            | Laburista                                 | Alex Hilton                | 13 642                  | 28,67                   |
|                            | Lib Dem                                   | Jenny Barnard-Langston     | 10 059                  | 21,14                   |
|                            | Verdi                                     | Geoffrey Meaden            | 1 521                   | 3,20                    |
|                            | UKIP                                      | John Moore                 | 926                     | 1,95                    |
|                            | Legalise Cannabis                         | Rocky van de Benderskum    | 326                     | 0,69                    |
|                            |                                           |                            |                         |                         |
| Iscritti                   | Iscritti                                  | Iscritti                   | 80 182                  | 100,00                  |
| ↳ Votanti (% su iscritti)  | ↳ Votanti (% su iscritti)                 | ↳ Votanti (% su iscritti)  | 47 587                  | 59,35                   |
| ↳ Astenuti (% su iscritti) | ↳ Astenuti (% su iscritti)                | ↳ Astenuti (% su iscritti) | 32 595                  | 40,65                   |
|                            |                                           |                            |                         |                         |
|                            | Esito: collegio confermato a Conservatore |                            |                         |                         |

| Partito                    | Partito                                   | Candidato                  | Risultati 7 giugno 2001 | Risultati 7 giugno 2001 |
| Partito                    | Partito                                   | Candidato                  | Voti                    | %                       |
| -------------------------- | ----------------------------------------- | -------------------------- | ----------------------- | ----------------------- |
|                            | Conservatore                              | Julian Brazier             | 18 711                  | 41,46                   |
|                            | Laburista                                 | Emily Thornberry           | 16 642                  | 36,87                   |
|                            | Lib Dem                                   | Peter Wales                | 8 056                   | 17,85                   |
|                            | Verdi                                     | Hazel Dawe                 | 920                     | 2,04                    |
|                            | UKIP                                      | Lisa Moore                 | 803                     | 1,78                    |
|                            |                                           |                            |                         |                         |
| Iscritti                   | Iscritti                                  | Iscritti                   | 74 108                  | 100,00                  |
| ↳ Votanti (% su iscritti)  | ↳ Votanti (% su iscritti)                 | ↳ Votanti (% su iscritti)  | 45 132                  | 60,90                   |
| ↳ Astenuti (% su iscritti) | ↳ Astenuti (% su iscritti)                | ↳ Astenuti (% su iscritti) | 28 976                  | 39,10                   |
|                            |                                           |                            |                         |                         |
|                            | Esito: collegio confermato a Conservatore |                            |                         |                         |

## Risultati dei referendum

### Referendum sulla permanenza del Regno Unito nell'Unione europea del 2016
|             | Collegio    | Lasciare UE % | Rimanere in UE % |
| ----------- | ----------- | ------------- | ---------------- |
|             | Canterbury  | 45,3%         | 54,7%            |
|             | Inghilterra | 53,3%         | 46,7%            |
| Regno Unito | 51,9%       | 48,1%         |                  |